# ダニー・セテラ
ダニー・セテラ（Danny Szetela 、1987年6月17日 - ）は、アメリカ合衆国・ニュージャージー州クリフトン出身の元プロサッカー選手。元サッカーアメリカ合衆国代表。現役時代のポジションはMF。

## 経歴
2007年8月31日、ラシン・サンタンデールに移籍。
アメリカ代表ではユース年代から中心選手を担い、2003 FIFA U-17世界選手権、2005 FIFAワールドユース選手権、2007 FIFA U-20ワールドカップに参加した。2007年10月17日、スイス代表との親善試合でフル代表デビューを果たした。2008年夏、北京オリンピックに参加。

## 所属クラブ
ユース
- IMGアカデミー 2002-2004

プロ
- コロンバス・クルー 2004-2007
- ラシン・サンタンデール 2007-2009

→ ブレシア・カルチョ 2008-2009 (loan)
- D.C. ユナイテッド 2009
- アイコンFC 2013
- ニューヨーク・コスモス 2013-2017
- ニューヨーク・コスモス 2020
- モリス・エリートSC 2021

## タイトル
ニューヨーク・コスモス
- NASLレギュラーシーズン: 2013秋, 2015春, 2016秋
- サッカーボウル: 2013, 3015, 2016